# Oma wider Willen
Oma wider Willen ist ein deutscher Fernsehfilm aus dem Jahr 2012. Der Familienfilm wurde erstmals am 2. März 2012 in der ARD ausgestrahlt.

## Handlung
Henriette Dietrichstein ist erfolgreiche Inhaberin und Geschäftsführerin eines österreichischen Elektronikunternehmens, größter Arbeitgeber ihrer Stadt. Sie steht kurz davor, einen Teil ihrer Produktion an ein chinesisches Unternehmen zu verkaufen, wodurch 225 Arbeitsplätze entfallen würden, und zeigt grundsätzlich keine menschliche Regung gegenüber allen, die unter ihren Entscheidungen leiden. Zu ihrer einzigen Tochter Luise hat sie seit zehn Jahren keinen Kontakt mehr; diese hatte sich, gegen ihre Mutter rebellierend, in einen Südamerikaner verliebt und war nach Brasilien ausgewandert.
Ungerührt erfährt Henriette, dass Luise bei einem Brand ums Leben gekommen ist und ihre achtjährige Tochter Evita hinterlässt. Evita wird von einer Begleiterin ohne Papiere und mit falschem Pass nach Österreich gebracht. Henriette zeigt Evita die kalte Schulter, doch Evitas herzliches Wesen lässt sich davon nicht stören. Schon bald öffnet sich Henriette gegenüber ihrer Enkelin.
Henriettes Vorzimmerdame Beate, mit Henriettes Neffen Alfred verheiratet, sieht durch Evita ihre Erbschaftspläne gefährdet. Um Evita loszuwerden, informiert sie hinter Henriettes Rücken das Jugendamt über die illegale Einwanderung und manipuliert einen DNA-Test. Als Henriette durch die Aufregung über die drohende Inobhutnahme von Evita einen Herzinfarkt erleidet und nur von Evita gerettet wird, beauftragt der Anwalt Dr. Richard Burger einen erneuten DNA-Test, der nun positiv ausfällt. Ein Detektiv in Brasilien findet weitere Beweise dafür, dass Evita wirklich die Enkelin von Henriette ist, so dass ordnungsgemäße Papiere ausgestellt werden können.
Alfred kommt schließlich hinter die Machenschaften seiner Frau und trennt sich von ihr. Henriette investiert das Geld aus dem Verkauf in eine neue Produktlinie, wodurch die Arbeitsplätze erhalten bleiben, und gibt auf einem Betriebsfest bekannt, die Geschäftsführung an Alfred abzugeben.

## Kritik
Das Lexikon des Internationalen Films spricht von einem konventionell-gefühlvolle[n] (Fernseh-)Familienfilm um eine vom Leben enttäuschte Frau, die neuen Lebenssinn und -mut entdeckt. Prisma sieht in dem Film „eine recht schmalzige wie vorhersehbare Geschichte um eine Frau, die ihr Herz entdeckt“, findet das Werk jedoch dank guter Darsteller „recht herzlich“. Die Redaktion von TV Spielfilm dagegen meint, das Der-kleine-Lord-Rezept werde hier „so einfallslos aufgewärmt“, dass man lieber auswärts esse.

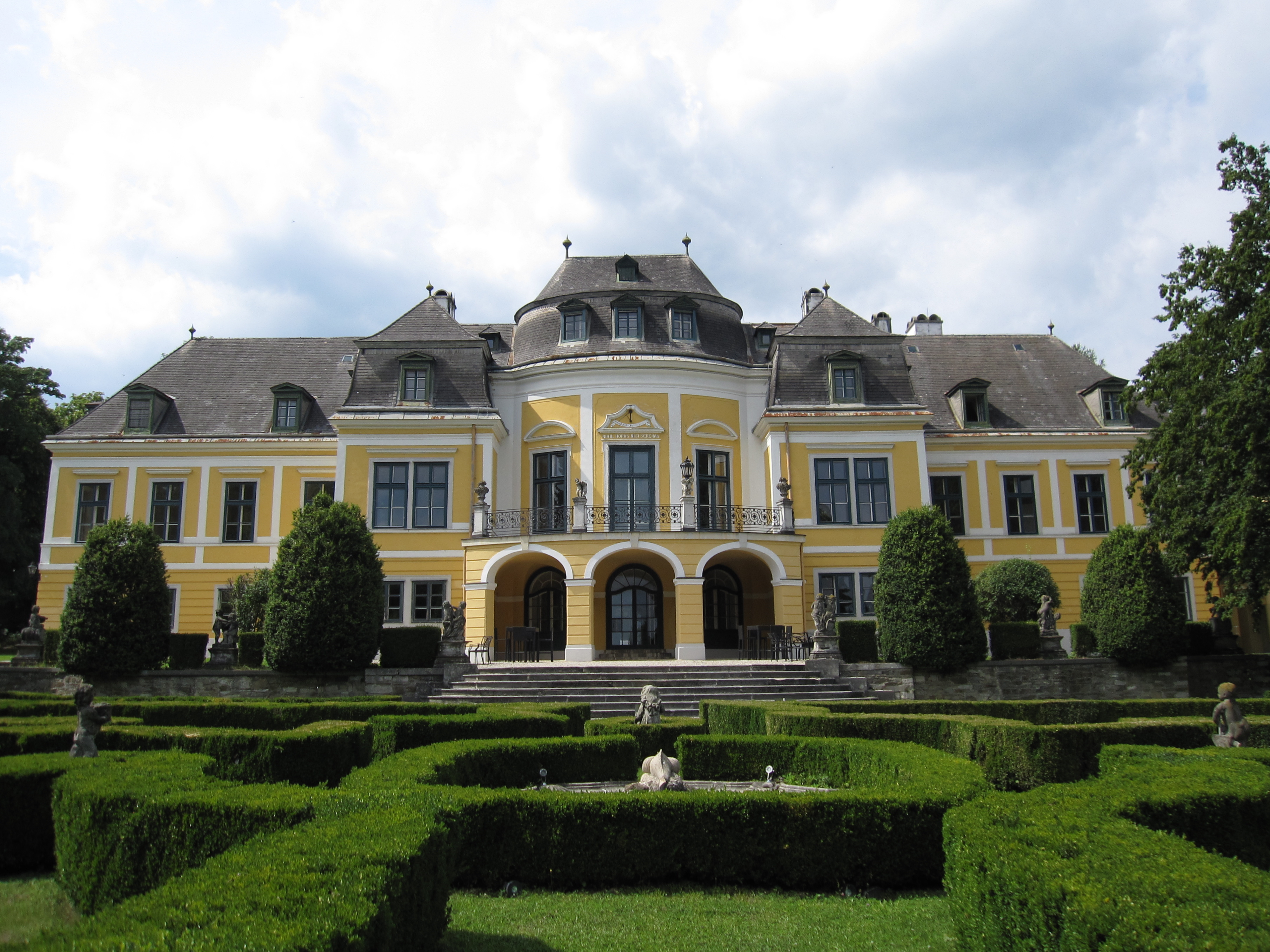
Schloss Neuwaldegg in Wien war einer der Drehorte

## Hintergrund
Drehorte waren Schloss Neuwaldegg und Baden bei Wien.